# Rabi Maitournam Moustapha
Rabi Maitournam Moustapha est une femme politique nigérienne.

## Biographie
Lors des élections législatives qui se sont tenues au Niger, Rabi Maitournam Moustapha fut élue députée sur la liste du parti politique nigérien PNDS-Tarayya dans la région de Zinder. Elle fait ainsi partie des cinquante (50) femmes députés sur 166. Le 21 Mai 2021 au palais des gouverneurs nigériens, elle est élue présidente du réseau des femmes parlementaires.